# Ekonomi

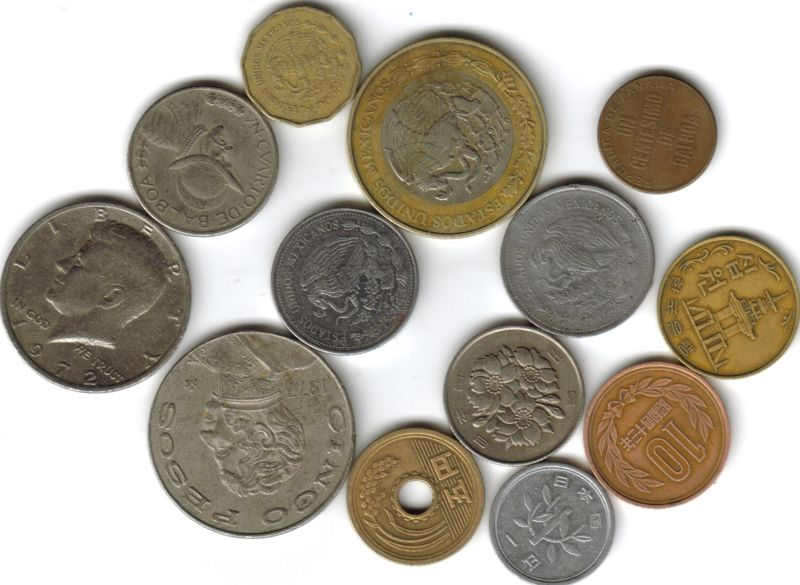
Mynt av varierande ursprung

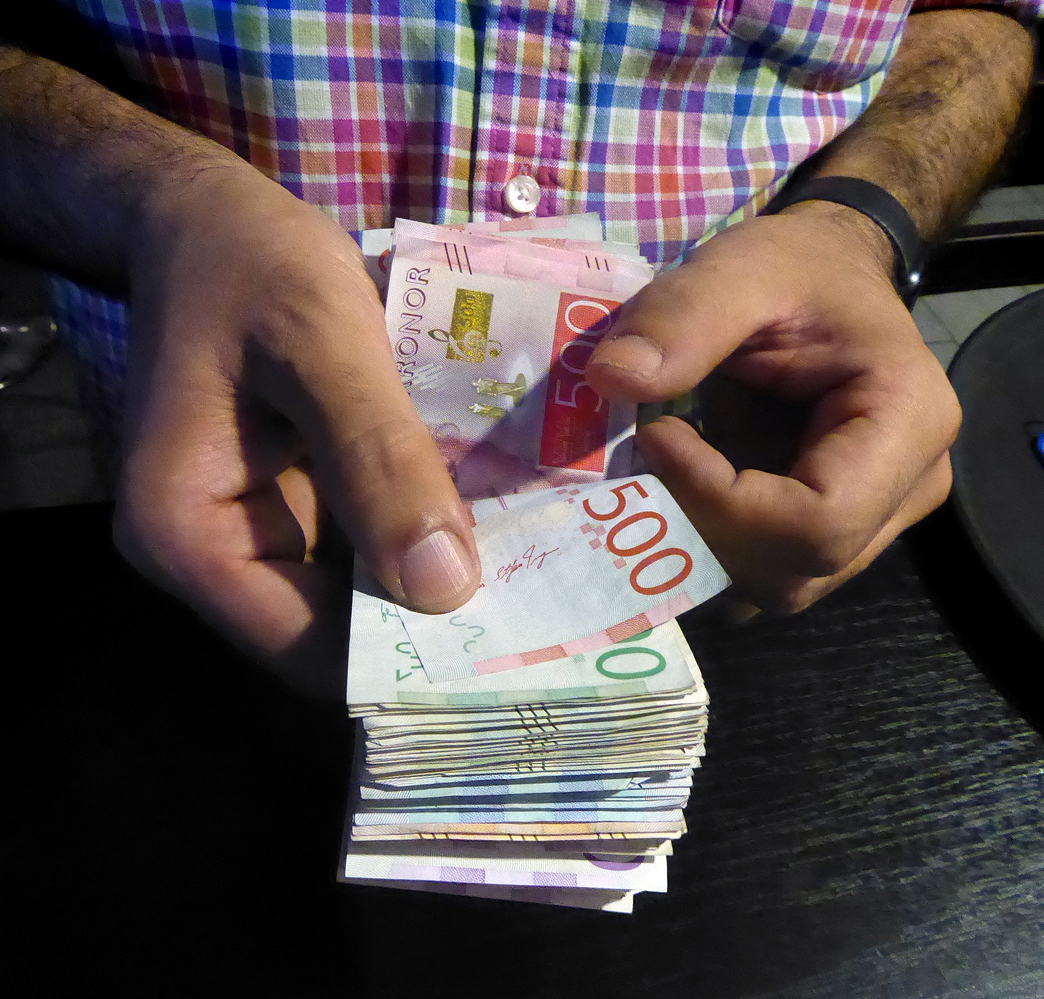
Svenska sedlar.

Ekonomi (från klassisk grekiska oikos, "hus" och nomos, "lag") är läran om hushållande med begränsade resurser i ett tillstånd av knapphet. Med knapphet menas att tillgängliga resurser är begränsade i förhållande till totala önskemål och behov. Ekonomer menar ibland att man måste lära sig att hushålla med de resurser och tillgångar som finns eftersom naturresurserna är begränsade.
Det svenska ordet ekonomi används i vardagligt tal i mycket bred bemärkelse och kan syfta på både system för resurshantering och det vetenskapliga studiet av sådana system. Motsvarande akademiska discipliner är främst företagsekonomi, ekonomisk historia och nationalekonomi.

## Studiet av ekonomi
I akademiska sammanhang studeras ekonomin främst inom disciplinen nationalekonomi, eller i mer avgränsade sammanhang inom företagsekonomi. Ett närbesläktat ämne är ekonomisk historia, som ibland studeras inom ramen för nationalekonomi.

### Heterodox ekonomi
Heterodox ekonomi studerar allt förutom den ekonomi som har samma metodologiska grundantaganden som den ortodoxa nationalekonomin. Här finner man således den absoluta majoriteten av ekonomivetenskapen.

### Nationalekonomi
Nationalekonomi studerar både enskilda aktörers beteende (mikroekonomi), liksom ekonomier som en helhet (makroekonomi). Det involverar bland annat teorier om utbud och efterfrågan, räntesatser och internationell handel.

### Finansiell ekonomi
Traditionellt berör finansiell ekonomi monetära transaktioner, där båda sidorna av ett handelsutbyte utgörs av pengar eller värdepapper.

### Företagsekonomi
Företagsekonomi är studier om ett företags ekonomi, och består av bland annat marknadsföring, anskaffning och produktion, organisation, redovisning och ekonomistyrning. I dessa studier ingår studier om företagets omvärld och hur företaget ska positionera sig i denna för att bli framgångsrikt.

### Ekonomisk historia
Inom ekonomisk historia studeras ekonomisk förändring över tiden. Under senare år har statistisk analys av insamlade data blivit allt viktigare. Betydelsefulla händelser i världens ekonomiska historia inkluderar jordbrukets uppkomst och industriella revolutionen.

### Privatekonomi
Privatekonomi är färdigheten att hantera sitt hushålls resurser. Pengar är så klart en del av dessa resurser men ett hushåll består dessutom av personer, saker, kunskap och en rad andra saker som på olika sätt måste skötas.

### Evolutionär ekonomi
Inom evolutionär ekonomi (ibland kallad oortodox ekonomi) studeras ekonomiska förändringsprocesser av främst innovationer och institutioner. Evolutionär ekonomi ligger nära teknikpolitik, ämnet som fokuserar på innovation inom institutionella ramverk. I Sverige har den evolutionära ekonomin kommit att innefattas främst i den ekonomiska historieämnet.

## Kritik
Ekonomikritiker kritiserar ekonomi för att snarare vara normativt och metafysiskt snarare än "vetenskapligt" och "absolut".

## Andra aspekter på ekonomi

### Ekonomiska system
Ett ekonomiskt system definieras bland annat av betalningsmedel, ägande och lagar.
I vardagligt tal avser ekonomi vanligen hanteringen av resurser genom en penningekonomi, men genom mänsklighetens historia har andra former av ekonomi, exempelvis naturahushållning existerat.

### Världens ekonomi
Ekonomisk geografi handlar om världens ekonomi, alltså de resurser och värden som finns på jordklotet (och i viss mån i rymden).
Se i-land, u-land, Europas ekonomi, Asiens ekonomi, Afrikas ekonomi, Oceaniens ekonomi, Nordamerikas ekonomi och Sydamerikas ekonomi.